# Héctor de Pignatelli y Colonna
Héctor de Pignatelli y Colonna (¿Nápoles?, 1574 – Madrid, 1622) fue un noble y gobernante de origen italiano, que ocupó el cargo de virrey de Cataluña.

## Biografía
Cuarto duque de Monteleón, grande de España, y conde de Borrello y de Caronia. Hijo de Camillo Pignatelli e Cardona, y casado con Caterina Caracciolo, condesa de Sant'Angelo.
En 1603 fue nombrado virrey de Cataluña. Tan pronto llegó a Cataluña inculcó las autoridades de ciudades, villas y pueblos para que fueran solícitas y diligentes «en perseguir, tomará y castigar por todas las vías posibles dedos bandoleros, ladrones, homicidas, vagabundos y otros facinerosos hombres». Pero su preocupación por erradicar el bandolerismo topó con dificultades presupuestarias y legales, debido a las limitaciones de actuación que le imponían las leyes del principado. Pignatelli se quejó al rey de la situación de desorden del principado: «La mayor parte de la gente está inclinada a vivir con poca quietud entre ellos, siguiendo bandas que derivan en graves excesos». También se resentía por la falta de recursos para poder actuar y de las limitaciones de las leyes catalanas respecto a las competencias del virrey para actuar: «no pudiendo aplicar la justicia al no tener ni un solo real para prometerle a un espía o levantar alguna gente para perseguir malhechores». Hizo ejecutar algunos bandoleros, como Bartolomé Ribes (1603), pero no logró apresar a otros como Perot Rocaguinarda. Una vez que vio la imposibilidad de acabar con los bandoleros mediante la represión, decidió negociar con ellos el perdón a cambio de servir al rey a los tercios. Al final de su virreinato se encargó de cumplir la orden de expulsión de los moriscos, una tarea que sería terminada por su sucesor el obispo de Tortosa, Pedro Manrique.
La Biblioteca de Reserva de la Universitat de Barcelona conserva una obra que formó parte de la biblioteca personal de Pignatelli, y un ejemplo de las marcas de propiedad que identificaron sus libros a lo largo de su vida.